# Schnelldorf
Schnelldorf est une commune de Bavière (Allemagne), située dans l'arrondissement d'Ansbach et le district de Moyenne-Franconie.

## Géographie

Situation de Schnelldorf dans l'arrondissement d'Ansbach

Schnelldorf est située dans le Parc naturel de Frankenhöhe, à la limite avec le land de Bade-Wurtemberg (arrondissement de Schwäbisch Hall), à quelques au sud du Birkenbergs (564 m d'altitude). La commune se trouve à 9 km à l'ouest de Feuchtwangen et à 31 km au sud-ouest d'Ansbach, le chef-lieu de l'arrondissement.
La commune a été créée en 1972 par la réunion des anciennes communes de Oberampfrach, Unterampfrach, Wildenholz, Haundorf et Gailroth.

## Histoire
La première mention écrite du village de Schnelldorf date de 1367 sous le nom de Snellendorf lors de sa vente à la comtesses Irmingard de Nassau. Il a ensuite été jusqu'en 1806 et son absorption par le royaume de Bavière propriété de la famille princière des Hohenlohe.
Les villages de Oberampfrach, Unterampfrach et Haundorf ont ensuite été rattachés à l'arrondissement de Feuchtwangen jusqu'à la disparition de celui-ci après la Seconde Guerre mondiale. Les villages deWildenholz et Gailroth ont fait eux partie de l'arrondissement de Rothenburg ob der Tauber.

## Démographie
| 1910   | 1933   | 1939   | 1950  | 1961  | 1979  | 2003  | 2009  |
| ------ | ------ | ------ | ----- | ----- | ----- | ----- | ----- |
| 2 801, | 2 751, | 2 633, | 3 501 | 2 837 | 2 993 | 3 598 | 3 530 |